# Casa de l'avinguda Catalunya, 23 (la Pobla de Claramunt)
La Casa de l'Avinguda Catalunya és edifici al nucli de la Pobla de Claramunt (Anoia) catalogat a l'Inventari del Patrimoni Arquitectònic de Catalunya. Casa del primer quart del segle XX de composició simètrica, dos pisos, acabada en terrat de balustres. Sembla reformada sobretot a la part del balcó superior. Quatre columnes adossades tanquen l'estructura simètrica de porta i balcó (planta i primer pis), dobles, i sostenen el balcó del segon pis. Finestres i portes de sortida al balcó, remarcats per arrebossats. Mènsules decoratives simulen ésser l'element de subjecció del ràfec del terrat. Un drac-cigne en ferro forjat decora el balcó just al mig d'aquest.